# Chiara Ricci
Chiara Ricci (Roma, 11 luglio 1977) è un'attrice, conduttrice televisiva ed ex modella italiana.

## Biografia
Modella per la Glamour Model Management, dopo aver fatto studi di recitazione, dizione, canto e ballo, esordisce in televisione nel 1998 quando affianca, per due puntate, Paolo Bonolis e Luca Laurenti nella conduzione di Tira & Molla. Intanto nel 2003 si laurea in Sociologia e prende parte ad alcune pubblicità sulle emittenti nazionali.
Nello stesso 2003 vince il concorso di MTV Cercasi vj che le consente poi di lavorare come conduttrice per la stessa emittente musicale delle trasmissioni Dance Floor Chart, Special Sunday e poi, durante l'estate 2004, MTV on the beach.
Successivamente lavora come attrice al cinema nel film Cronaca di un assurdo normale mentre in televisione è nel cast di numerose fiction: Distretto di polizia 6, CentoVetrine, Carabinieri 7, Don Matteo 7, Tutti per Bruno e Un matrimonio.

## Filmografia

### Cinema
- N. Variazioni, (lungometraggio) regia di Andrea Bezziccheri (2009)
- Cronaca di un assurdo normale, regia di Stefano Calvagna (2011)

### Televisione
- Ciao Darwin - Roma (Enrico Brignano) vs Milano (Massimo Boldi) (2003)
- Arthea - docu-fiction per ragazzi (2005)
- Distretto di Polizia 6, regia di Antonello Grimaldi - serie TV, episodio 6x19 (2006)
- CentoVetrine – serial TV (2008)
- Carabinieri 7 – serie TV (2008)
- Don Matteo – serie TV, episodio 7x08 (2009)
- Tutti per Bruno – serie TV (2010)
- Benvenuti a tavola - Nord vs Sud – serie TV (2012)
- Squadra antimafia - Palermo oggi – serie TV, episodi 4x07, 4x08 (2012)
- Rex – serie TV (2012)
- Che Dio ci aiuti – serie TV (2012)
- Un Matrimonio, di Pupi Avati – miniserie TV (2013)
- Purché finisca bene - Una coppia modello, regia di Fabrizio Costa (2014)
- L'allieva – serie TV  (dal 2016)
- Don Matteo 11 – serie TV (2018)
- Purché finisca bene - L'amore, il sole e le altre stelle, regia di Fabrizio Costa (2019)
- Doc - Nelle tue mani – serie TV, episodio L'imprevisto (dal 2020)
- Il patriarca, regia di Claudio Amendola – serie TV, 5 episodi (2023)
- Un professore, regia di Alessandro Casale - serie TV, 6 episodi (2023)

## Teatro
- Closer, di Patrick Marber, regia di Massimiliano Gracili (2008)
- Anatol, di Arthur Schnitzler, regia di Massimiliano Gracili (2009)
- Il peccato degli innocenti, regia di Beatrice Bracco (2011)
- Dove sei, di Giancarlo Moretti, regia di Giancarlo Moretti (2012)
- Rose di Maggio, di Giancarlo Moretti, regia di Giancarlo Moretti (2013)
- Sette ore per farti innamorare, di Giampaolo Morelli e Gianluca Ansanelli, regia di Gianluca Ansanelli (2013)
- In Bianco, regia di Marzia Turcato (2014)
- Ad Occhi Chiusi, regia di Carlo Fineschi, tratto dal romanzo Ad occhi chiusi (romanzo) di Gianrico Carofiglio (2014)